# Санадер, Иво
И́во Сана́дер (хорв. Ivo Sanader, род. 8 июня 1953 года, Сплит, Социалистическая Республика Хорватия, ФНРЮ) — хорватский государственный и политический деятель. В 2000—2009 годах занимал пост председателя Хорватского демократического содружества, в 2003—2009 годах — премьер-министр Хорватии

## Начало биографии
Окончив католическую гимназию, в течение года изучал философию в Риме, затем окончил Инсбрукский университет, где занимался археологией и литературоведением. В 1982 г. вернулся в Югославию, работал редактором. Во второй половине 1980-х годов вновь поселился в Австрии.

## Ранняя карьера
Сблизившись с хорватскими оппозиционными деятелями, присоединился к движению, в будущем ставшему основой Хорватского демократического содружества (ХДС), крупнейшей хорватской партии, выступавшей за национальную независимость. Основал её отделение в Австрии. Впервые избран в нижнюю палату хорватского парламента в 1992 году. В 1992—1993 годах занимал пост министра науки и технологий, после чего перешёл на дипломатическую работу, занимая пост заместителя министра иностранных дел Хорватии в 1993—1995 годах и в 1996—2000 годах. В перерыве (1995—1996) возглавлял администрацию президента Хорватии.
Является членом Хорватского ПЕН-центра. Владеет английским, французским, немецким и итальянским языками.

## Премьер-министр Хорватии
После парламентских выборов в ноябре 2003 года президент Степан Месич впервые поручил Иво Санадеру сформировать правительство. ХДС, лидером которого являлся Санадер, получило на выборах 66 из 152 мест в парламенте. В ноябре 2007 года на очередных выборах партия под руководством Санадера повторила свой результат, завоевав то же количество мандатов.

## Отставка
1 июля 2009 года Санадер неожиданно объявил об уходе в отставку с постов главы правительства и председателя ХДС. В качестве своего возможного преемника он назвал вице-премьера Ядранку Косор, позднее утверждённую на этих должностях. Уйдя в отставку, Санадер заявил, что полностью покидает большую политику.
3 января 2010 года, спустя неделю после первого тура президентских выборов в Хорватии, в котором кандидат от партии Санадера ХДС занял лишь третье место с 12 % голосов, Санадер заявил, что его решение об уходе из политики было ошибочным, и объявил о своём намерении вернуться к активной политической деятельности. На следующий день руководство ХДС исключило Санадера из партии.

## Арест
10 декабря 2010 года Санадер был арестован в Зальцбурге, в связи с тем, что он находился в международном розыске по обвинениям в коррупции. 20 ноября 2012 года приговорён к десяти годам лишения свободы за получение взяток.
30 декабря 2019 года приговорён к шести годам заключения. Приговором суда предусмотрено также взимание с Санадера 10 миллионов евро в доход государства

## Награды
Иво Санадер награждён орденом князя Трпимира с большой лентой и звездой, орденом королевы Елены с лентой и звездой и орденом Анте Старчевича.